# Medizinische Universität Stara Sagora
Die Medizinische Universität Stara Sagora wurde 1945 als Medizinische Hochschule gegründet. Im Jahr 1995 wurde sie im Rahmen einer Fusion mit den Hochschulen für Landwirtschaft und Technik zur Trakia Universität Stara Sagora zusammengeschlossen. Neben der Medizinischen Fakultät besteht weiterhin ein Medizin Kolleg. Die Universität ist Mitglied im Netzwerk der Balkan-Universitäten.

## Studienangebot
Die Medizinische Fakultät bietet folgende Bachelorabschlüsse an:
- Pflege (B. Sc.)
- Gesundheitsmanagement - (B. Sc.)
- Kinesiologie (B. Sc.)
- Hebammenwissenschaft (B. Sc.)
- Medizinischer Fachangestellter (B. Sc.)

Ein Masterabschluss ist in folgenden Fächern möglich:
- Gesundheitstourismus
- Ernährungswissenschaft und Biomedizin
- Gesundheitsmanagement
- Verwaltungswissenschaft mit Schwerpunkt Gesundheitswesen

Ein Studium der Humanmedizin wird sowohl im englischsprachigen Medizin-Studiengang mit ca. 80 Studienplätzen, als auch im bulgarischsprachigen Studiengang angeboten. Das Studium wird unabhängig von der Studiensprache mit einem Staatsexamen abgeschlossen.